# 스미스 표준형
선형대수학에서, 스미스 표준형(영어: Smith canonical form)은 주 아이디얼 정역 위에 주어진 임의의 모양의 행렬과 동치인 매우 단순한 꼴의 대각 행렬이다. 스미스 표준형의 존재는 주 아이디얼 정역 위의 유한 생성 자유 가군과 부분 가군의 적절한 기저 사이의 선형 관계는 아주 간단할 수 있다는 사실과 동치이다.

## 정의
주 아이디얼 정역 {\displaystyle R} (예를 들어, 정수환 {\displaystyle \mathbb {Z} } 또는 체 계수 일변수 다항식환 {\displaystyle K[x]}) 위의 임의의 {\displaystyle m\times n} 행렬 {\displaystyle A\in \operatorname {Mat} (m,n;R)}에 대하여, 다음 조건을 만족시키는 가역 행렬 {\displaystyle P\in \operatorname {GL} (m;R)}와 {\displaystyle Q\in \operatorname {GL} (n;R)} 및 유한 개의 원소 {\displaystyle d_{1},d_{2},\dots ,d_{r}\in R}가 존재한다.
{\displaystyle PAQ={\begin{pmatrix}d_{1}\\&d_{2}\\&&\ddots \\&&&d_{r}\\&&&&0_{(m-r)\times (n-r)}\\\end{pmatrix}}}
{\displaystyle d_{i}\neq 0\qquad (i=1,2,\dots ,r)}
{\displaystyle d_{1}\mid d_{2}\mid \cdots \mid d_{r}}
(여기서 {\displaystyle 0_{(m-r)\times (n-r)}}는 {\displaystyle (m-r)\times (n-r)} 영행렬이다.) 또한 {\displaystyle d_{1},d_{2},\dots ,d_{r}}은 가역원배의 차이를 무시하면 유일하다. 이를 {\displaystyle A}의 스미스 표준형이라고 한다.

## 알고리즘
행렬의 스미스 표준형은 두 행 또는 두 열을 교환하는 연산과 한 행 또는 열에 다른 행 또는 열의 배수를 더하는 연산을 통해 구할 수 있다. {\displaystyle R}는 유일 인수 분해 정역이므로, 모든 0이 아닌 원소는 유일한 인수 분해를 갖는다. 임의의 {\displaystyle r\in R\setminus \{0\}}에 대하여, {\displaystyle l(r)\in \mathbb {N} }이 {\displaystyle r}의 소인수의 중복집합의 크기라고 하자.
우선 {\displaystyle R} 위의 {\displaystyle 2\times 2} 행렬
{\displaystyle {\begin{pmatrix}a&b\\c&e\end{pmatrix}}}
을 생각하자. {\displaystyle R}가 베주 정역이므로, {\displaystyle a}와 {\displaystyle b}의 최대공약수 {\displaystyle d}에 대하여, {\displaystyle d=ua+vb}인 {\displaystyle u,v\in R}가 존재한다. {\displaystyle a=da'}, {\displaystyle b=db'}라고 하자. 그렇다면 {\displaystyle ua'+vb'=1}이다. 따라서
{\displaystyle {\begin{pmatrix}u&-b'\\v&a'\end{pmatrix}}}
은 가역 행렬이며,
{\displaystyle {\begin{pmatrix}a&b\\c&e\end{pmatrix}}{\begin{pmatrix}u&-b'\\v&a'\end{pmatrix}}={\begin{pmatrix}d&0\\uc+vd&-b'c+a'd\end{pmatrix}}}
이다. 마찬가지로, 왼쪽에 가역 행렬을 곱하여 첫 행 첫 열 성분이 {\displaystyle a}와 {\displaystyle c}의 최대공약수이며 둘째 행 첫 열 성분이 0이도록 만들 수 있다.
이제 일반적인 {\displaystyle m\times n} 행렬 {\displaystyle A}를 생각하자. 만약 {\displaystyle A=0}이라면, {\displaystyle A}는 이미 스스로의 스미스 표준형이다. {\displaystyle A\neq 0}이라고 가정하자. 행과 열의 교환을 통해, 편의상 {\displaystyle A_{11}\neq 0}이라고 가정하자. (보통 과정을 간단하게 만들기 위해 {\displaystyle l(A_{11})}가 가장 작도록 행·열을 교환한다.) 만약 모든 {\displaystyle i,j=2,\dots ,n}에 대하여 {\displaystyle A_{11}\mid A_{ij}}라면, 각 열에 첫 열의 배수를 더하고 각 행에 첫 행의 배수를 더하여, 첫 행과 첫 열의 {\displaystyle A_{11}}을 제외한 모든 성분이 0이 되게 만들 수 있다. 만약 {\displaystyle A_{11}\nmid A_{ij}}인 {\displaystyle i,j=2,\dots ,n}이 존재한다면, 행과 열의 교환 및 행 또는 열에 다른 행 또는 열의 배수를 더하는 연산을 통해 {\displaystyle A_{11}\nmid A_{12}}이거나 {\displaystyle A_{11}\nmid A_{21}}라고 가정할 수 있다. (예를 들어, 만약 {\displaystyle A_{11}\mid A_{12},A_{21}}이지만 {\displaystyle A_{11}\nmid A_{22}}라면, 첫 행의 적절한 배수를 둘째 행에서 빼 둘째 행 첫 열의 성분을 0으로 만들고, 마찬가지로 첫 행 둘째 열의 성분을 0으로 만든 뒤, 다시 둘째 행을 첫 행에 더하면, {\displaystyle A_{11}}은 변하지 않으며, {\displaystyle A_{11}}이 바로 오른쪽 성분을 나누지 못하게 된다.) 편의상 {\displaystyle A_{11}\nmid A_{12}}라고 하자. 그렇다면
{\displaystyle {\begin{pmatrix}A_{11}&A_{12}\\A_{21}&A_{22}\end{pmatrix}}Q'={\begin{pmatrix}A'_{11}&0\\A'_{21}&A'_{22}\end{pmatrix}}}
{\displaystyle A'_{11}=\gcd\{A_{11},A_{12}\}}
인 가역 행렬 {\displaystyle Q'}이 존재한다. 따라서
{\displaystyle Q={\begin{pmatrix}Q'&0\\0&1_{(n-2)\times (n-2)}\end{pmatrix}}}
는 가역 행렬이며, 행렬 {\displaystyle AQ}의 첫 행 첫 열 성분은 {\displaystyle A'_{11}}이다. 또한 {\displaystyle A_{11}\nmid A_{12}}이므로 {\displaystyle A'_{11}}은
{\displaystyle l(A'_{11})<l(A_{11})}
을 만족시킨다. ({\displaystyle A_{11}\nmid A_{21}}인 경우에도 가역 행렬의 왼쪽 곱셈을 통해 첫 행 첫 열의 소인수의 수를 감소시킬 수 있다.) 첫 행 첫 열의 원소는 소인수의 수가 줄어들수록 가역원에 가까워져 ‘다른 성분들을 나눌 가능성’이 늘어난다. 따라서 이와 같은 과정을 반복하면 결국 첫 행 첫 열의 성분이 모든 다른 성분을 나누는 행렬을 얻는다. 이제 첫 행의 적절한 배수를 다른 행에 더하고 첫 열의 적절한 배수를 다른 열에 더하면 {\displaystyle A}는 다음과 같은 꼴의 행렬과 동치가 된다.
{\displaystyle {\begin{pmatrix}d_{1}&0\\0&A'\end{pmatrix}}}
{\displaystyle d_{1}\mid A'_{ij}\qquad (\forall i,j)}
다시 {\displaystyle A'}에 대하여 같은 과정을 반복하면 {\displaystyle A}와 동치인 다음과 같은 꼴의 행렬을 얻는다.
{\displaystyle {\begin{pmatrix}d_{1}&0\\0&d_{2}\\&&A''\end{pmatrix}}}
{\displaystyle d_{1}\mid d_{2}\mid A''_{ij}\qquad (\forall i,j)}
여기서 {\displaystyle d_{1}\mid d_{2}}인 이유는 {\displaystyle d_{2}}가 {\displaystyle A'}의 성분의 선형 결합이기 때문이다.
위와 같은 과정을 반복하면 결국 스미스 표준형을 얻는다.

## 예
유리수 계수 다항식환 {\displaystyle \mathbb {Q} [x]} 위의 행렬
{\displaystyle {\begin{pmatrix}x+3&1&1\\2&x+2&1\\-6&-3&x-2\end{pmatrix}}}
의 스미스 표준형은 다음과 같이 구할 수 있다.
{\displaystyle {\begin{aligned}{\begin{pmatrix}x+3&1&1\\2&x+2&1\\-6&-3&x-2\end{pmatrix}}&\sim {\begin{pmatrix}1&1&x+3\\1&x+2&2\\x-2&-3&-6\end{pmatrix}}\sim {\begin{pmatrix}1&1&x+3\\0&x+1&-x-1\\0&-x-1&-x^{2}-x\end{pmatrix}}\sim {\begin{pmatrix}1&0&0\\0&x+1&-x-1\\0&-x-1&-x^{2}-x\end{pmatrix}}\\&\sim {\begin{pmatrix}1&0&0\\0&x+1&-x-1\\0&0&-(x+1)^{2}\end{pmatrix}}\sim {\begin{pmatrix}1&0&0\\0&x+1&0\\0&0&-(x+1)^{2}\end{pmatrix}}\\&\sim {\begin{pmatrix}1&0&0\\0&x+1&0\\0&0&(x+1)^{2}\end{pmatrix}}\end{aligned}}}

## 응용

### 주 아이디얼 정역 위의 유한 생성 가군의 구조
스미스 표준형을 통해 주 아이디얼 정역 위의 유한 생성 가군의 불변 인자 분해를 유도할 수 있다.

## 역사
헨리 존 스티븐 스미스의 이름을 땄다.

## 같이 보기
- 표준 형식
- 디오판토스 방정식
- 유리 표준형
- 특잇값 분해